# 圣日耳曼博普雷
圣日耳曼博普雷（法語：Saint-Germain-Beaupré，法語發音：[sɛ̃ ʒɛʁmɛ̃ bopʁe]）是法国克勒兹省的一个市镇，位于该省西北部，属于盖雷区。

## 地理
圣日耳曼博普雷（46°18'28"N, 1°32'42"E）面积17.06 平方千米，位于法国新阿基坦大区克勒兹省，该省份为法国中部省份，位于法國中央高原西北部，北起安德尔省和谢尔省，西接维埃纳省，南至科雷兹省，东临多姆山省，东北与阿列省接壤。
与圣日耳曼博普雷接壤的市镇（或旧市镇、城区）包括：巴兹拉、萨尼亚、圣阿尼昂-德韦尔西亚、圣莱热布里德雷。
圣日耳曼博普雷的时区为UTC+01:00、UTC+02:00（夏令时）。

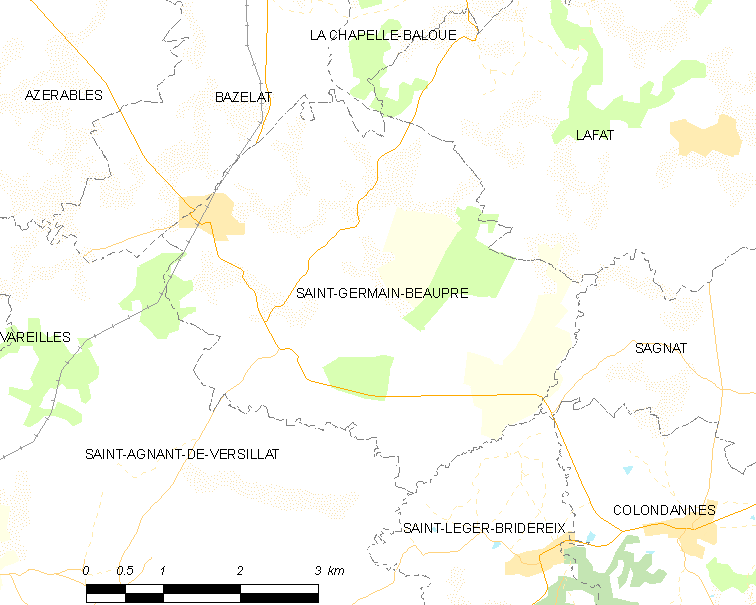
圣日耳曼博普雷的OSM定位图

## 行政
圣日耳曼博普雷的邮政编码为23160，INSEE市镇编码为23199。

## 政治
圣日耳曼博普雷所属的省级选区为丹勒帕莱斯泰勒县。

## 人口

1962-2008年间圣日耳曼博普雷人口变化图示

圣日耳曼博普雷于2022年1月1日时的人口数量为355人。